# Clase Esmeraldas
Las seis unidades Clase Esmeraldas son corbetas lanzamisiles tipo Fincantieri, construidas en Italia para la Armada del Ecuador a inicios de la década de 1980.
El diseño de estas corbetas se basó en el de la clase "Wadi M'ragh' (posteriormente "Assad") construida para Libia, pero con motores diesel más potentes, la adición de una cubierta de vuelo para helicópteros en el combés y la instalación de un lanzador de misiles antiaéreos adicional a popa del puente.
Su sistema de misiles antibuque consiste en el MM-40 Exocet, emplazado en dos montajes (cada uno de tres contenedores y lanzadores individuales tirando de través) situados entre la plataforma de vuelo y el puente. El componente antiaéreo es la versión ligera de cuatro celdas del sistema de armas italiano Albatros, que emplea el misil polivalente Aspide. Solo se instalaron tubos lanzatorpedos defensivos, junto a un sonar de casco, para operaciones antisubmarinas.

## Unidades
Ecuador fue el segundo comprador de estas unidades, ordenadas en 1978 y entrando en servicio a principios de los 80´s. Todavía están en servicio en la Armada del Ecuador, todas las unidades han sido modernizadas con nuevos sistemas en astilleros ecuatorianos.

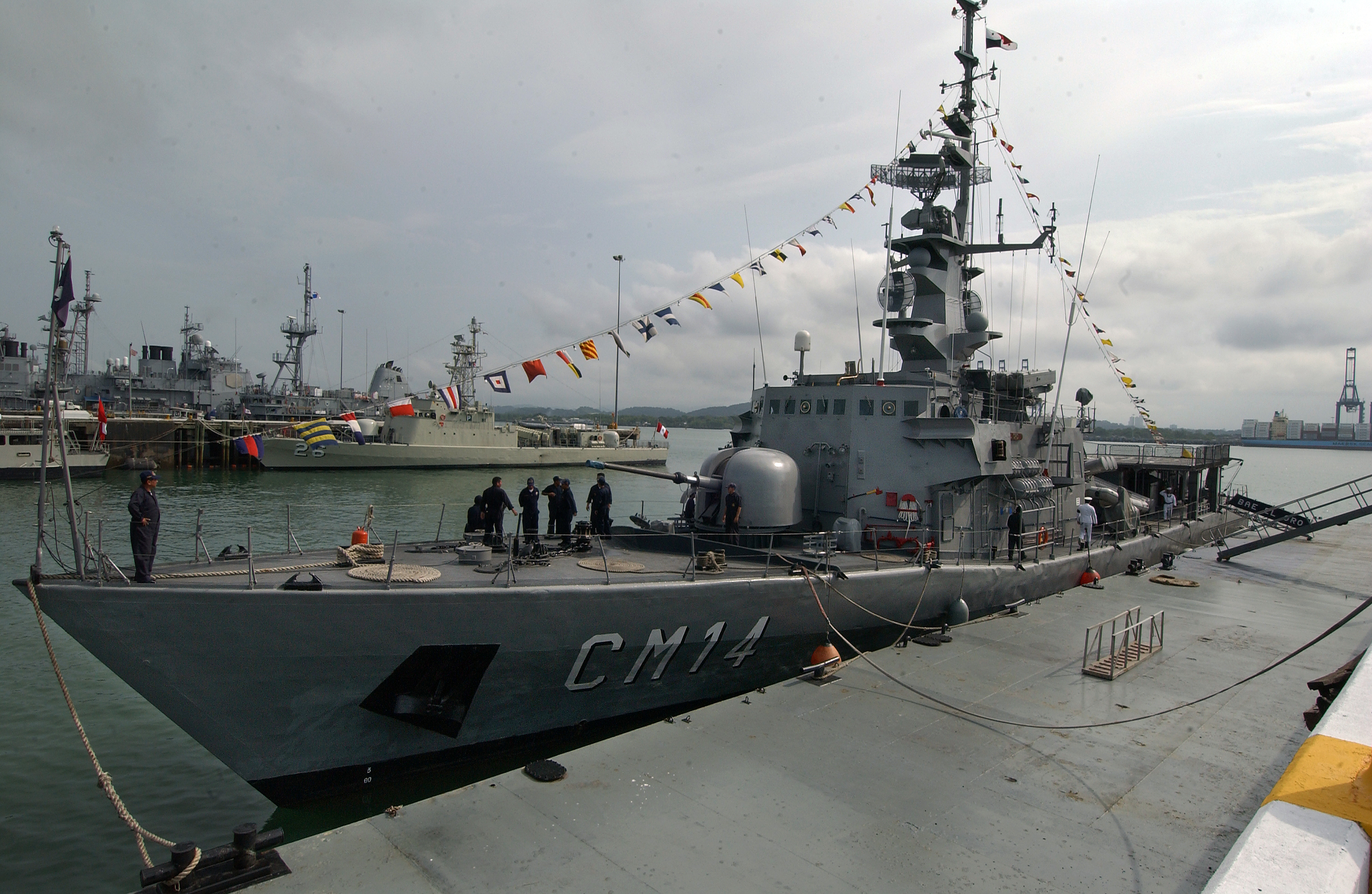
BAE El Oro (CM14) anclado en un puerto

| Clase Esmeraldas | Clase Esmeraldas | Clase Esmeraldas | Clase Esmeraldas      | Clase Esmeraldas        | Clase Esmeraldas |
| matrícula        | Nombre           | Astillero        | Lanzamiento           | Entrada en Servicio     | Situación Actual |
| ---------------- | ---------------- | ---------------- | --------------------- | ----------------------- | ---------------- |
| CM 11            | Esmeraldas       | Muggiano         | 5 de octubre de 1980  | 7 de agosto de 1982     | En servicio      |
| CM 12            | Manabi           | Ancona           | 5 de febrero de 1981  | 21 de junio de 1983     | En servicio      |
| CM 13            | Los Ríos         | Muggiano         | 28 de febrero de 1981 | 1 de octubre de 1983    | En servicio      |
| CM 14            | El Oro           | Ancona           | 5 de febrero de 1981  | 10 de diciembre de 1983 | En servicio      |
| CM 15            | Galápagos        | Muggiano         | 5 de julio de 1981    | 26 de mayo de 1984      | En servicio      |
| CM 16            | Loja             | Ancona           | 27 de febrero de 1982 | 26 de mayo de 1984      | En servicio      |